# Туркменистан на Универсиадах
Туркменистан принимает участие в Универсиадах начиная с летней Универсиады 1995 года в Фукуоке. На зимних Универсиадах спортивная делегация Туркменистана пока не участвовала ни разу.
На настоящее время спортсмены Туркменистана на всех Универсиадах завоевали в сумме 16 медалей, из них 2 золотые, все медали завоёваны на летних Универсиадах.
До 1993 года спортсмены Туркменистана выступали на Универсиадах в составе спортивной делегации СССР.

## Медальный зачёт
По состоянию на настоящий момент (после летней Универсиады 2021 и зимней Универсиады 2023).

### Медали на летних Универсиадах
| Универсиады  | Золото               | Серебро              | Бронза               | Всего                | Место                |
| ------------ | -------------------- | -------------------- | -------------------- | -------------------- | -------------------- |
| 1995 Фукуока | 0                    | 0                    | 0                    | 0                    | —                    |
| 1997—2001    | не участвовали       | не участвовали       | не участвовали       | не участвовали       | не участвовали       |
| 2003 Тэгу    | 0                    | 0                    | 0                    | 0                    | —                    |
| 2005—2011    | не участвовали       | не участвовали       | не участвовали       | не участвовали       | не участвовали       |
| 2013 Казань  | 2                    | 3                    | 10                   | 15                   | 27                   |
| 2015 Кванджу | не участвовали       | не участвовали       | не участвовали       | не участвовали       | не участвовали       |
| 2017 Тайбэй  | 0                    | 0                    | 0                    | 0                    | —                    |
| 2019 Неаполь | 0                    | 0                    | 0                    | 0                    | —                    |
| 2021 Чэнду   | 0                    | 0                    | 1                    | 1                    | 50                   |
| 2023         | Универсиада отменена | Универсиада отменена | Универсиада отменена | Универсиада отменена | Универсиада отменена |
| Всего        | 2                    | 3                    | 11                   | 16                   |                      |